# Ionizzazione a scintilla
La ionizzazione a scintilla (o spark ionization o spark source ionization, quest'ultima dizione è sconsigliata) è un metodo usato per produrre ioni in fase gas da un campione solido. Il campione viene vaporizzato e parzialmente ionizzato da una scarica o scintilla intermittente a radiofrequenze.  Questa tecnica è usata in spettrometria di massa.
La tecnica di spettrometria di massa che usa questo tipo di sorgente si chiama spettrometria di massa a ionizzazione a scintilla (spark ionization mass spectrometry or as a spark source mass spectrometry, SSMS).

## Preparazione del campione
Il campione è posto tra due elettrodi tra i quali viene prodotto un arco elettrico con un alto voltaggio ionizzando il campione. Uno o entrambi gli elettrodi possono essere costituiti dal campione stesso, se è conduttore, altrimenti sono di solito di carbonio o argento.